# NGC 127
NGC 127은 물고기자리 방향에 있는 렌즈형 은하이다.